# Mieczysław Tomkiewicz
Mieczysław Tomkiewicz (ur. 17 listopada 1905 w Zaleszczykach, zm. 28 lutego 1982 w Warszawie) – polski malarz i plakacista.
W latach 1930–1939 studiował na Akademii Sztuk Pięknych w Krakowie.
Twórczość: malarstwo sztalugowe/olej.
Tematyka: historyczna i batalistyczna.
Do najbardziej znanych dzieł należą obrazy: „Przeprawa”, „Partyzanci”, „Marian Buczek”, „Forsowanie Nysy”, oraz plakat „Bij Niemca”.

## Wystawy zbiorowe
- 1935-1938 - TPSP Kraków

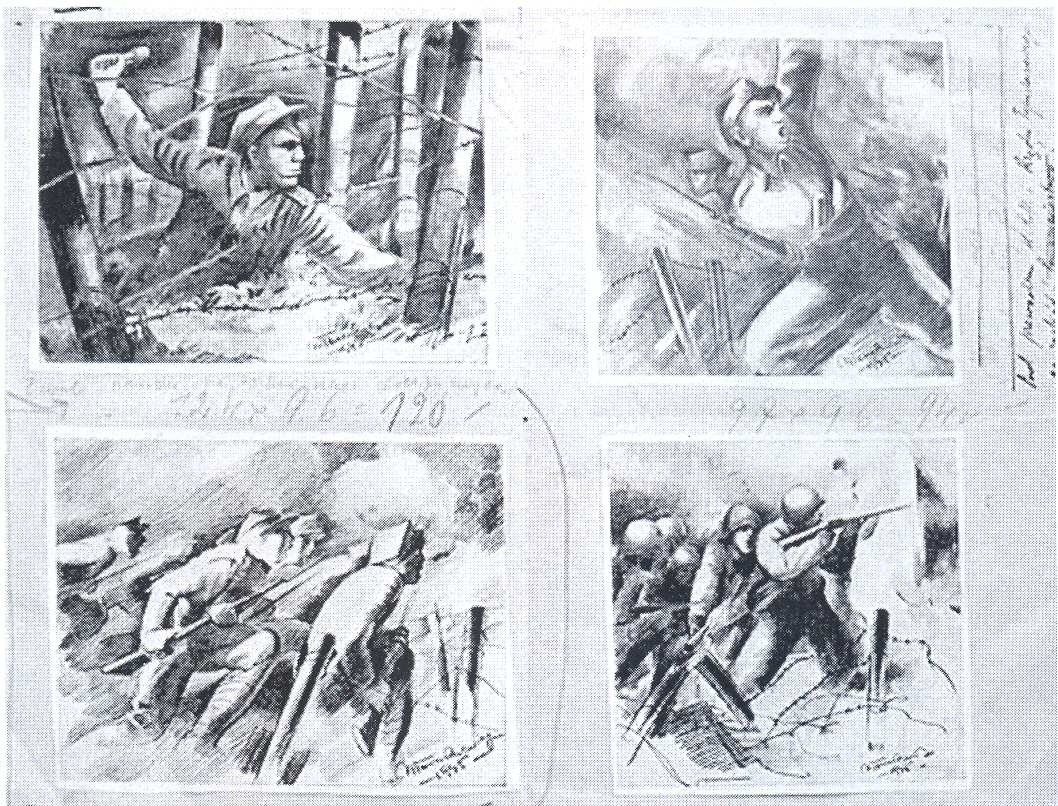
Wybrane szkice Mieczysława Tomkiewicza

- 1950 - I Ogólnopolska Wystawa Plastyków - Muzeum Narodowe
- 1951 - II OW ZPAP - Zachęta
- 1952 - III Ogólnopolska wystawa Plastyków - Zachęta
- 1961 - Malarstwo w XV-lecie PRL - Muzeum Narodowe
- 1963 - "Plakat pierwszych dni wolności" - Rzeszów
- 1966 - "Od Młodej Polski do naszych dni" - Muzeum Narodowe